# Bordères-et-Lamensans
Bordères-et-Lamensans je naselje in občina v francoskem departmaju Landes regije Akvitanije. Naselje je leta 2009 imelo 351 prebivalcev.

## Geografija
Kraj leži v pokrajini Gaskonji ob reki Adour, 20 km jugovzhodno od Mont-de-Marsana.

## Uprava
Občina Bordères-et-Lamensans skupaj s sosednjimi občinami Artassenx, Bascons, Castandet, Cazères-sur-l'Adour, Grenade-sur-l'Adour, Larrivière-Saint-Savin, Lussagnet, Maurrin, Saint-Maurice-sur-Adour in Le Vignau sestavlja kanton Grenade-sur-l'Adour s sedežem v Grenadi. Kanton je sestavni del okrožja Mont-de-Marsan.

## Zanimivosti
- cerkev sv. Sigismunda, Bordères,
- cerkev sv. Martina, Lamensans.